# Le Plessis-Lastelle

Le Plessis-Lastelle este o comună în departamentul Manche, Franța. În 1 ianuarie 2022 avea o populație de 238 de locuitori.